# Перелаз (Кировская область)
Перелаз — опустевшая деревня в Сунском районе Кировской области в составе  Кокуйского сельского поселения.

## География
Находится на расстоянии примерно 10 километров по прямой на запад от районного центра поселка  Суна.

## История
Известна была с 1678 года как деревня Болшей Перелаз с 7 дворами, в 1764 году учтено в ней 194 жителя. Принадлежали крестьяне большей частью Успенскому Трифонову монастырю. В 1873 году учтено дворов 28 и жителей 218, в 1905 48 и 367, в 1926 48 и 223, в 1950 48 и 170. В 1989 оставалось 20 жителей. Зимой ныне деревня не жилая. Летом в деревне живут дачники да пчеловоды держат пчел. 

## Население
Постоянное население  составляло 0 человек в 2002 году, 1 в 2010.